# Pfarrkirche Karlstetten

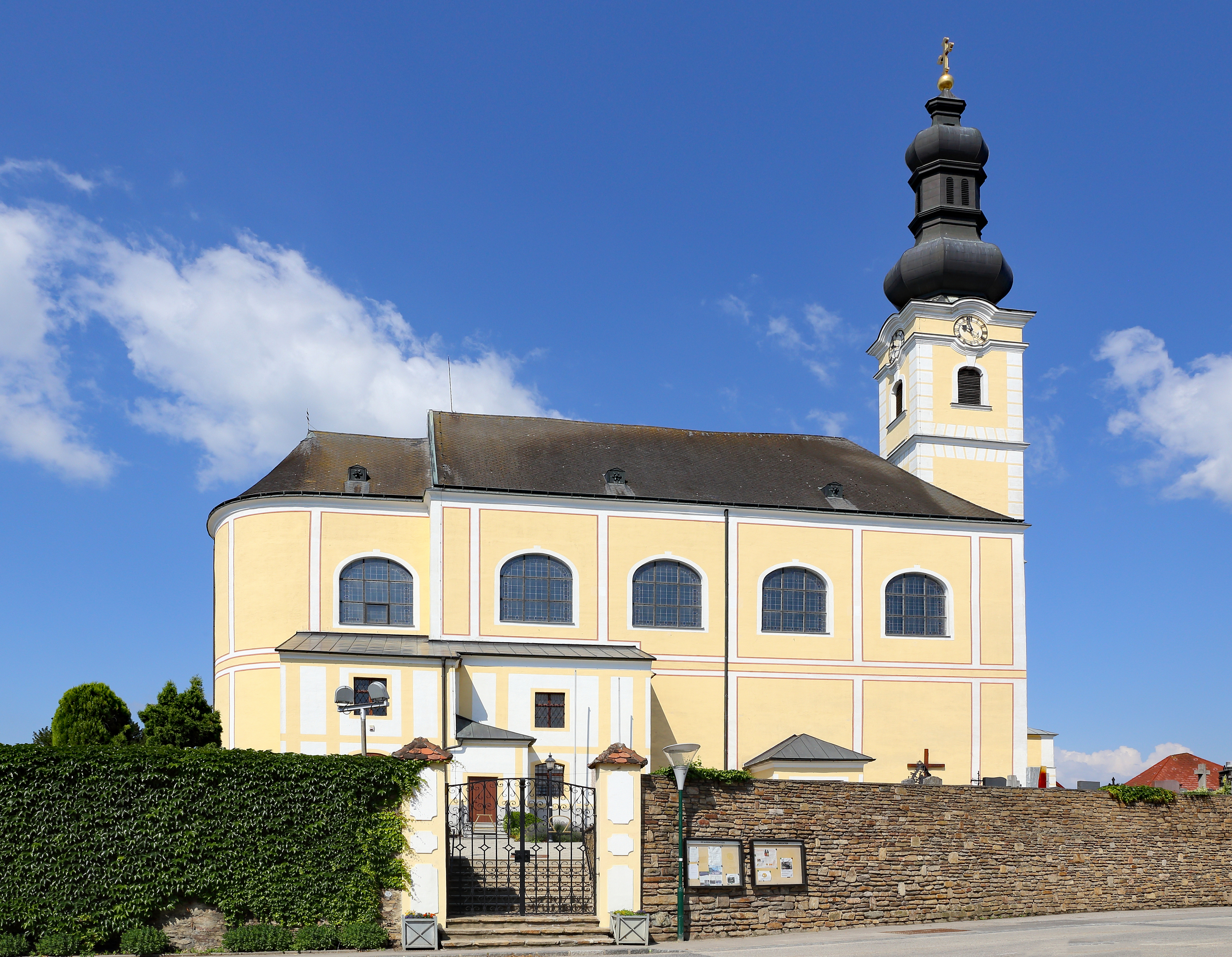
Katholische Pfarrkirche hl. Ulrich in Karlstetten

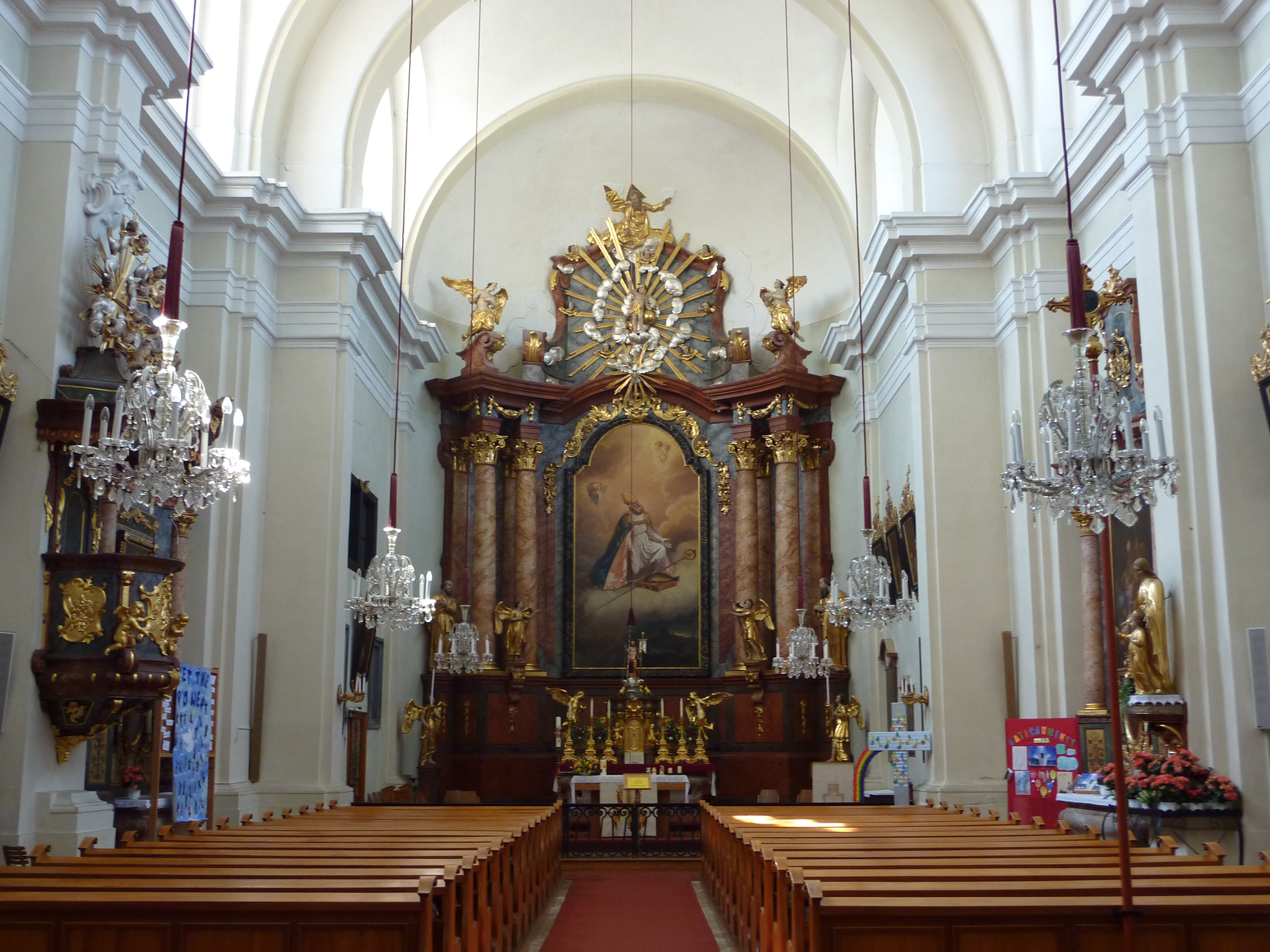
Langhaus, Blick zum Chor

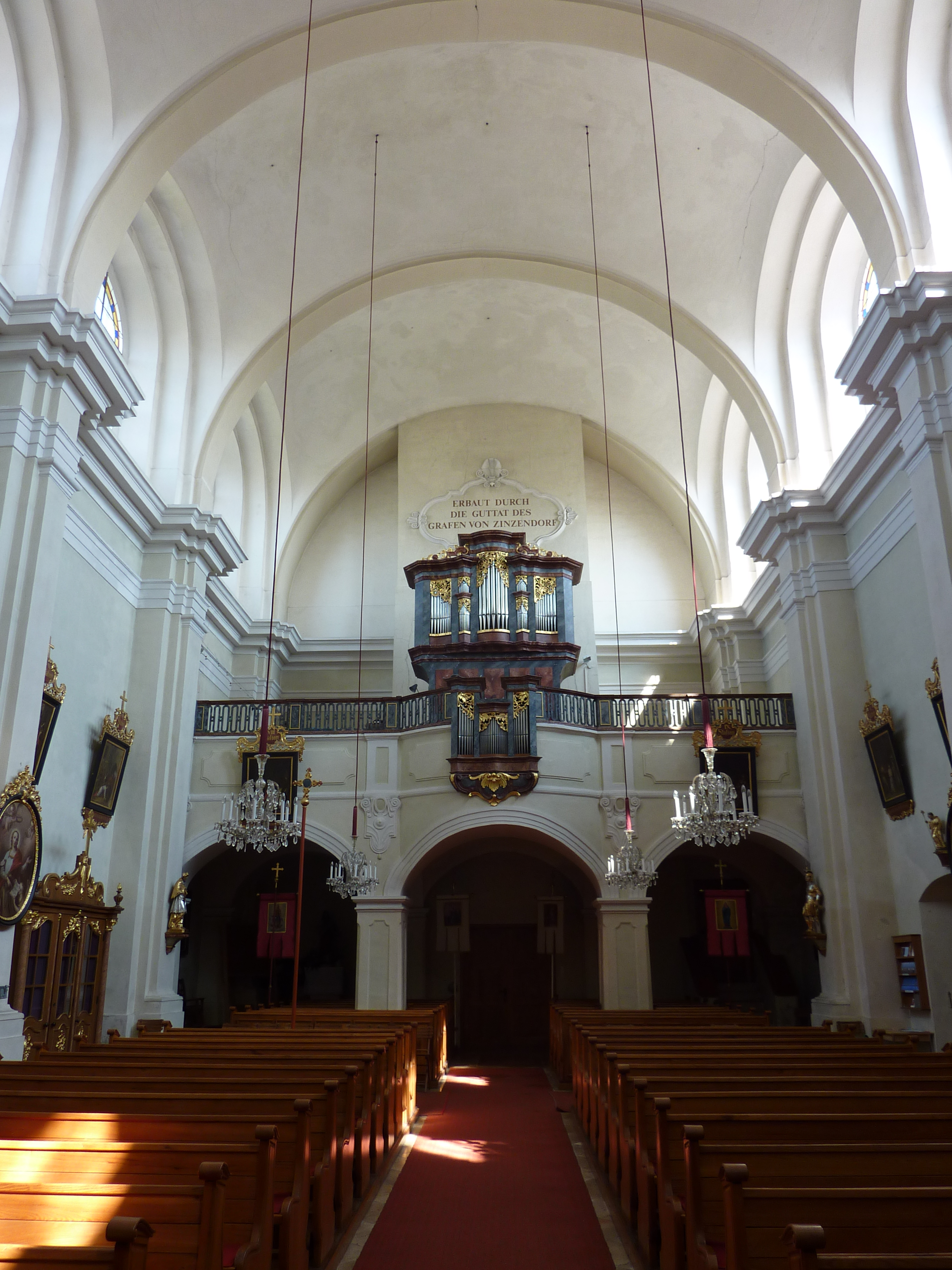
Ansicht der Empore mit der Kirchenorgel

Die Pfarrkirche Karlstetten steht mittig im Ort frei auf einer Terrainstufe in der Gemeinde Karlstetten im Bezirk St. Pölten-Land in Niederösterreich. Die dem Patrozinium hl. Ulrich von Augsburg unterstellte römisch-katholische Pfarrkirche gehört zum Dekanat Melk in der Diözese St. Pölten. Die Kirche  und der Friedhof stehen unter Denkmalschutz (Listeneintrag).

## Geschichte
Ursprünglich eine Burgkirche. Wohl schon im 12. Jahrhundert eine Pfarre. 1248 eine Stiftspfarre vom Chorherrenstift St. Pölten. 1361 landesfürstlich. 1495 im Testament des Stephan Uttendorfer genannt. 1741/1742 bis 1752/1755 unter Maria Theresia von Zinzendorf. Die Errichtung des barocken Kirchenbaus – als Grablege für die Familie Zinzendorf – wird Josef Wissgrill zugeschrieben.
Die Kirche wurde 1948 nach Kriegsschäden in alter Form wiederaufgebaut. 1957/1958 wurde die Kirche außen und 1978 innen restauriert.

## Architektur
Der barocke Kirchenbau steht hoch aufragend in einem ummauerten Friedhof.
Das Kirchenäußere zeigt ein glatt geschlossenes Langhaus unter einem Satteldach mit jeweils vier Rundbogenfenstern, die Fassade zeigt teils eine erhaltene Bändergliederung. Der Turm mit rundbogigen Schallfenstern und Uhrengiebeln trägt eine neobarocke Doppelzwiebelhaube mit einer extrem hochgezogenen Laterne aus 1892 und wurde 1948 in alter Form wiederhergestellt. Ostseitig ist eine zweigeschoßige Sakristei unter einem Pultdach angebaut.
Das Kircheninnere zeigt ein vierjochiges Langhaus mit einem eingezogenen einjochigen Chor unter Platzlgewölben auf Gurtbögen auf gestuften Pilastern mit verkröpftem Gebälk. Die dreiachsige platzlunterwölbte Westempore ist mit Rundbogenarkaden geöffnet, die Emporenkartusche zeigt die Stifter- und Bauinschrift 1742–55. Der Triumphbogen ist rundbogig und leicht eingezogen. Das Turmerdgeschoß und die Sakristei sind platzlgewölbt.

## Ausstattung
Die reiche einheitliche Einrichtung aus der zweiten Hälfte des 18. Jahrhunderts hat eine bemerkenswerte Ausstattung an Statuen. Der Hochaltar als mächtiges Doppelsäulenretabel mit einem freistehenden Altartisch schuf Andreas Gruber 1772, das Altarblatt hl. Ulrich über der Stadt Augsburg malte Franz Weigl 1833, er trägt flankierend die lebensgroßen Statuen Peter und Paul und zwei Engel, im Auszug die Gruppe Dreifaltigkeit mit Christus als Knabe.
Die Hängekanzel von Andreas Gruber 1772 hat am Korb drei Reliefs mit der Darstellung der vier letzten Dinge.
Der spätgotische Taufstein wurde barock überarbeitet.
Das Bild Kreuzauffindung durch Kaiserin Helena als 15. Kreuzwegsstation malte Martin Johann Schmidt nach 1770, den Kreuzweg als Abwandlung des Mauterner Kreuzweges steht in der Schule von Martin Johann Schmidt 1774.
Die Orgel im historischen Barockgehäuse mit einem Brüstungspositiv und 13 Registern baute Gregor Hradetzky 1968. Eine Glocke nennt Johann Gottlieb Jennichen 1839.

## Grabdenkmäler
Außen:
- An der nordöstlichen Langhausecke ist eine Kopie eines römischen Weihesteines des Marcus Ulpius Speratus vermauert, das Original befindet sich im Kircheninneren.
- An der Sakristei befindet sich die Priestergrabplatte zu Mathies Leithner 1792 und die Grabplatte Suttner 1918.
- Über dem Gruftzugang eine Grabplatte mit Hanns 1402 und eine barocke Gruftplatte der Herren von Zinzendorf mit Wappen um 1600.

Im Chor:
- Grabplatten der Familie Zinzendorf 1783, Maria Anna 1803, Carl 1813, 1840 und 1849.
- Priestergrabplatte Simon Hueber 1728 und Mathias Stainer aus der zweiten Hälfte des 18. Jahrhunderts.
- Priestergrabplatte Nicolaus Vinczinger bzw. Winczinger 1445.
- Neugotisches Priestergrabdenkmal 1846.

Im Langhaus:
- An der Nordwand ein römischer Weihestein des Marcus Ulpius Spectatus, Bürgermeister und Augur des Municipiums Aelium Cetium (St. Pölten) dem Gott Merkur zur Erinnerung an den Vater geweiht, auf dem rechten Seitenfeld Darstellung eines Widders, wohl des gegenständlichen Opfertieres, auf der linken Seite eine Schildkröte, aus dem zweiten Viertel des 2. Jahrhunderts.